# Koberg (Lübeck)

Lage des Kobergs (rot markiert)

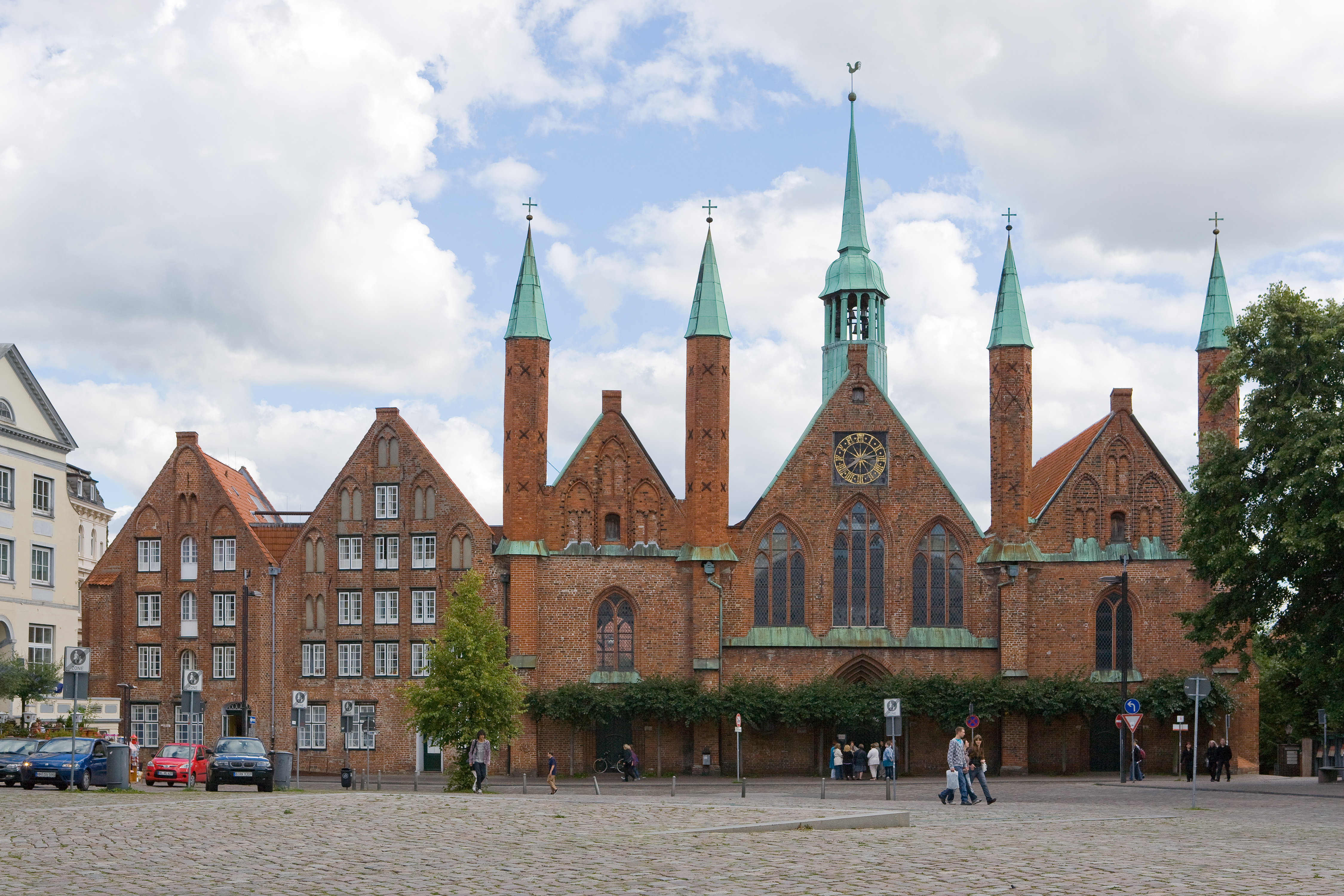
Heiligen-Geist-Hospital an der Ostseite

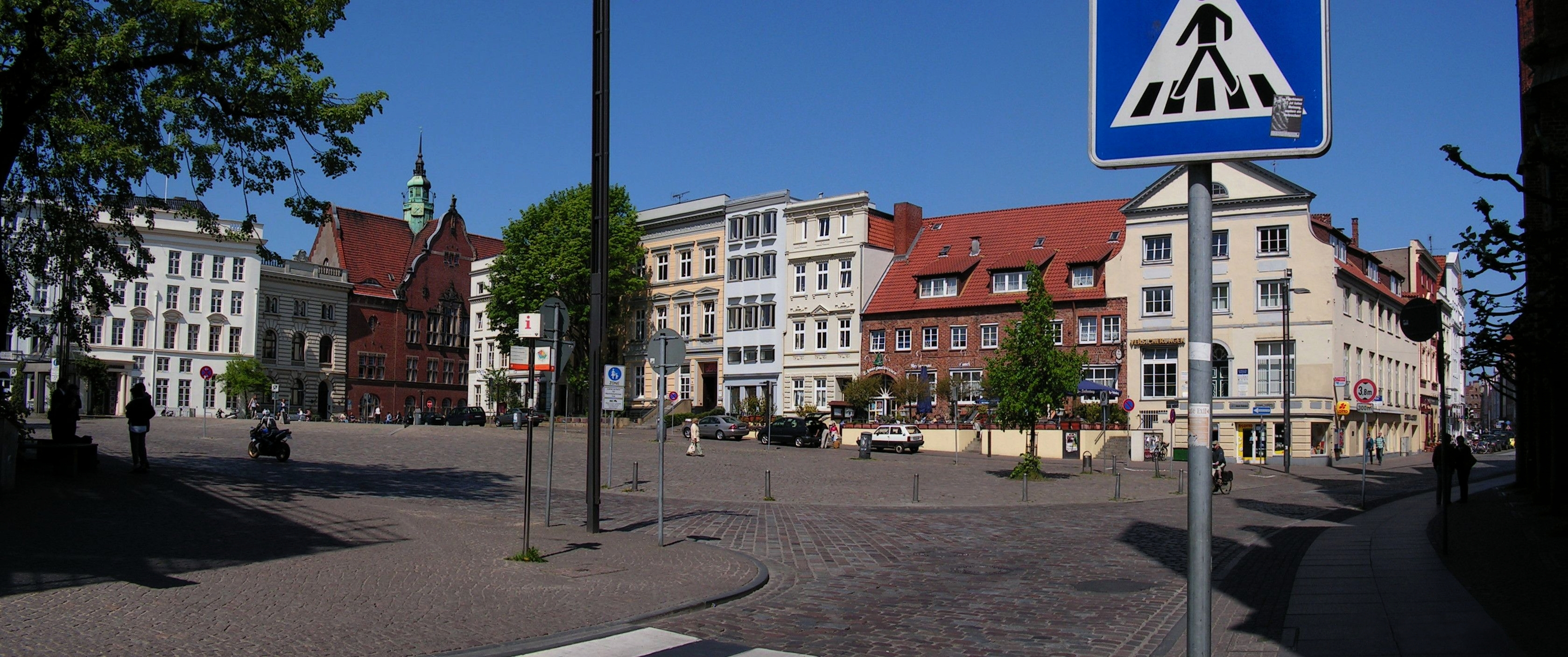
Koberg mit Blick in die Große Burgstraße (rechter Bildrand)

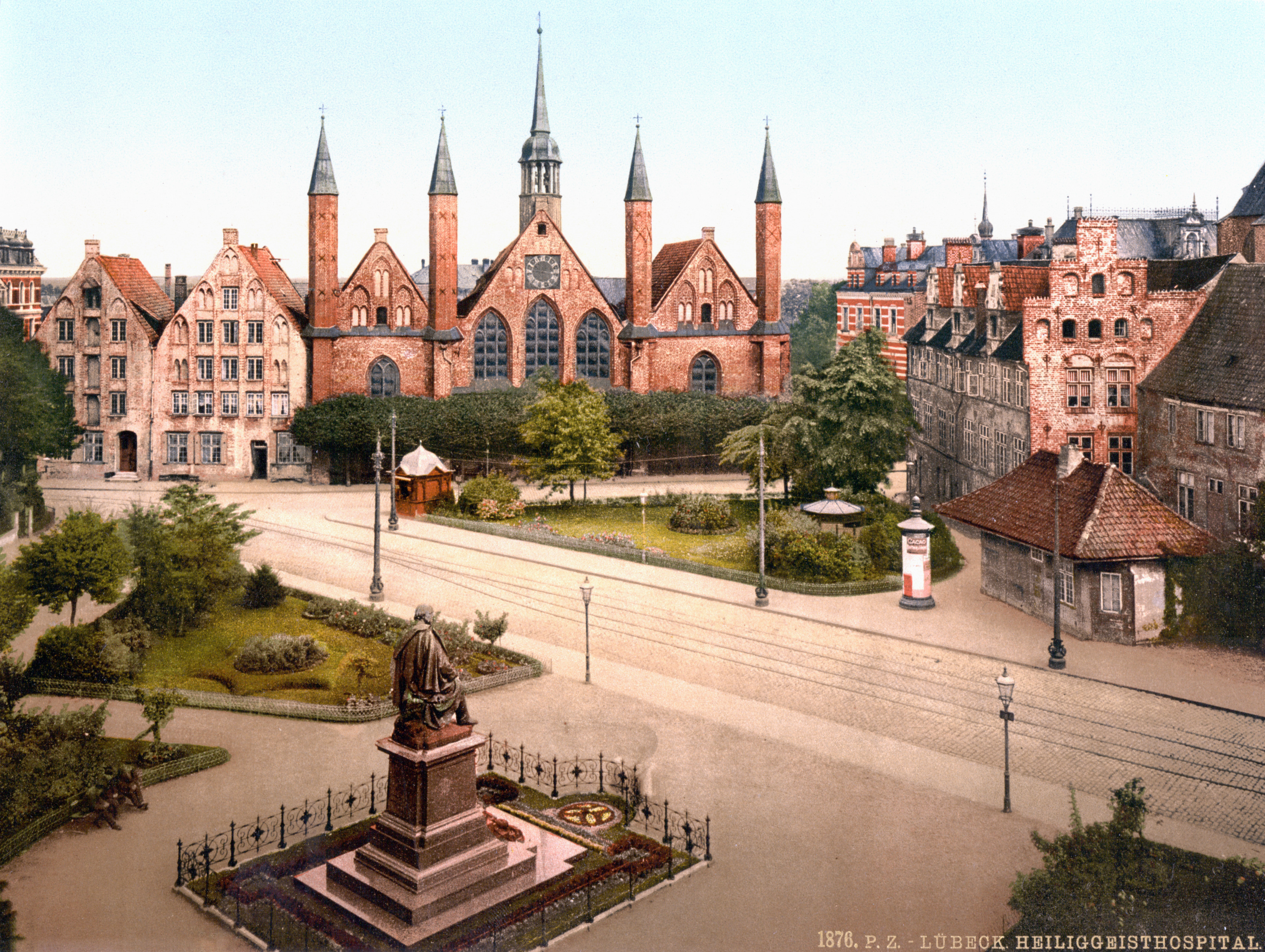
Koberg mit Geibel-Denkmal um 1900

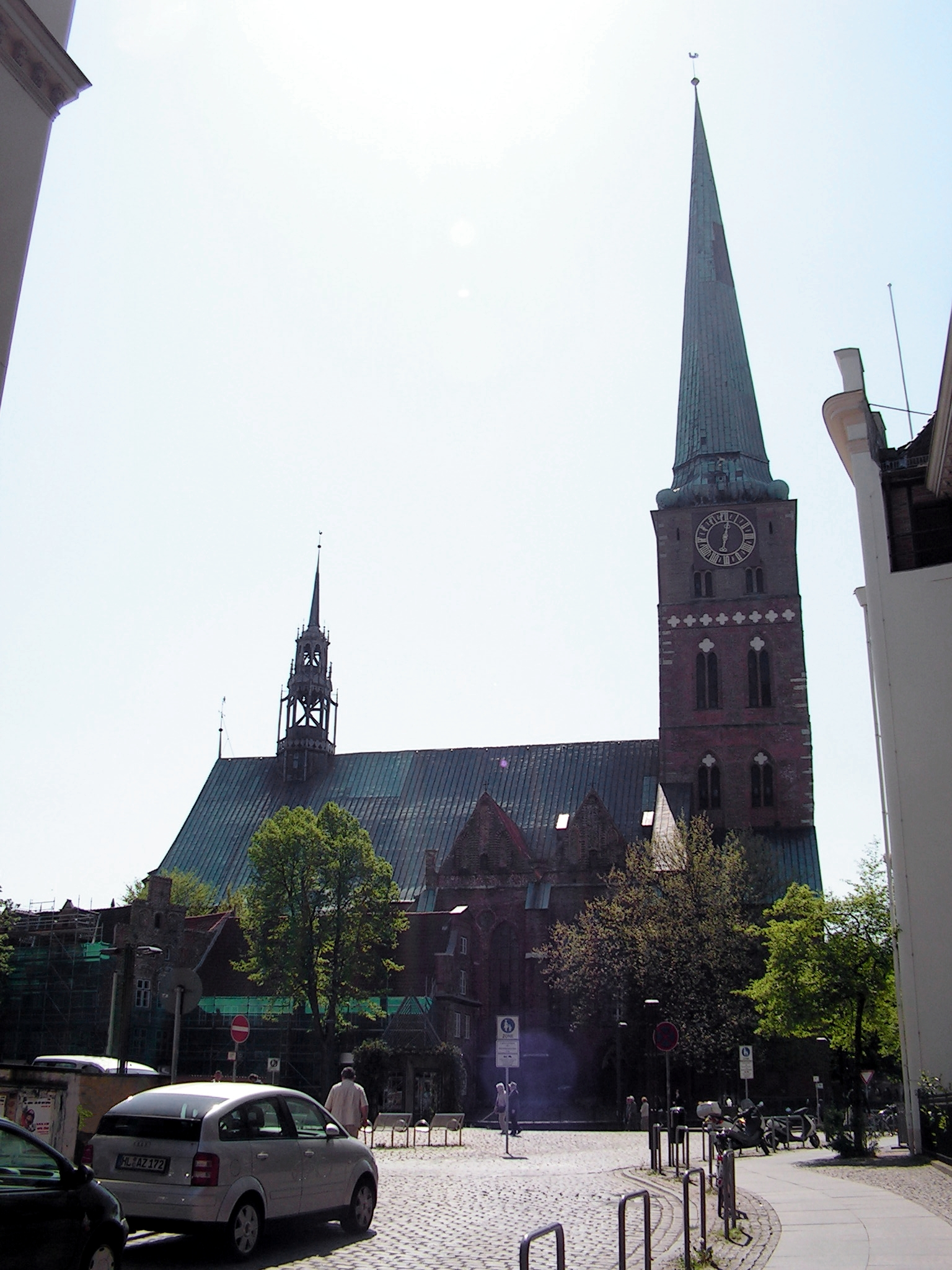
Jakobikirche am Koberg von der Kleinen Burgstraße aus gesehen

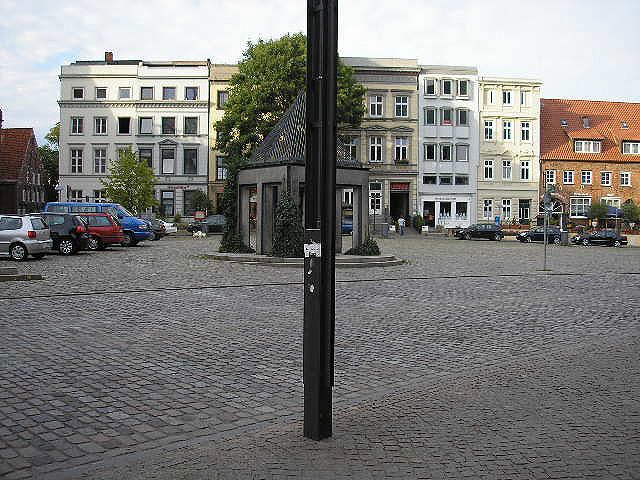
Koberg mit Burrecht

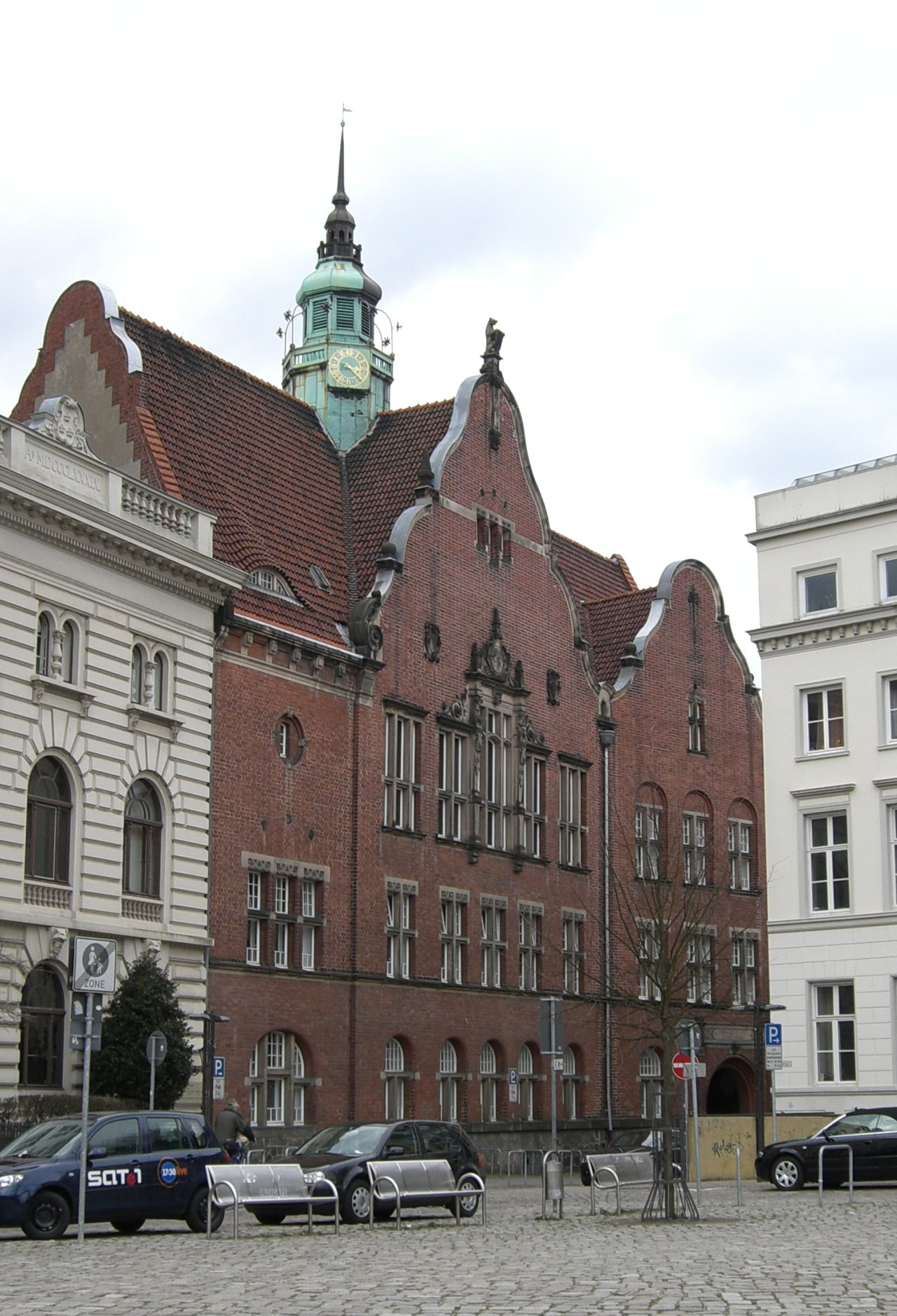
Nordwestecke, Blick auf die Ernestinenschule

Der Koberg im Jakobi Quartier ist ein markanter Platz im Norden der Lübecker Altstadtinsel. Er ist der zweite große Lübecker Marktplatz nach dem Markt und bildet das städtebauliche Gegenstück zum Klingenberg (ehemals der Markt für Schmiedewaren) im Süden. An beiden Plätzen vereinigen sich die beiden in nord-südlicher Richtung verlaufenden Hauptachsen des Lübecker Innenstadt-Straßensystems (Königstraße und Breite Straße). Der Koberg hieß von 1889 bis 1936 Geibelplatz, da hier der ursprüngliche Aufstellungsort für das Geibel-Denkmal war.

## Namensdeutung
- Niederdeutsch und abgeschliffen aus dem hochdeutschen Kaufberg (=Bezeichnung in einem Stadtplan von 1830) oder
- Niederdeutsch vom hochdeutschen Kuhberg (=Bezeichnung in einem Stadtplan von 1872 sowie im Lübecker Adressbuch von 1868).

Heißt es in den Lübecker Adressbüchern von 1834, 1838 und 1844 noch: Kaufberg oder Kuhberg, ein freier Platz bey der Jacobi- und der Heilig-Geist-Kirche, zum Verkauf von Obst, Korn u. dgl., so tritt ab 1852 ein Bedeutungswandel ein: Kaufberg s. Kuhberg und dort Kuhberg oder Kaufberg (Text wie vor). Ab 1868 heißt es: Kuhberg irrthümlich auch Kaufberg genannt…. Somit ist die zweite Namensdeutung am wahrscheinlichsten. Eine lateinische Bezeichnung – wie für viele andere Straßen in der Lübecker Altstadt – ist für diesen Ort nicht überliefert.

## Erschließung
Der Koberg wird von sechs Straßenzügen erschlossen:
- im Osten: Große Burgstraße, Große Gröpelgrube, Königstraße
- im Westen: Kleine Burgstraße, Engelsgrube, Breite Straße

## Bebauung
- Sakralbauten
  - Kirche St. Jakobi mit Pastoratsgebäuden rund um den Jakobikirchhof
  - Heiligen-Geist-Hospital

- Profanbauten
  - Hoghehus
  - Ernestinenschule (städtisches Gymnasium)
  - Schiffergesellschaft
  - Geibel-Denkmal am benachbarten heutigen Geibel-Platz
  - Neues Burrecht

## Sonstiges
Der Koberg ist in jüngster Vergangenheit durch eine vollflächige Pflasterung sowie durch die diagonale Straßenführung wieder seinem historischen Aussehen angepasst worden. Auf dem Platz befand sich von November 2008 bis Oktober 2010 das Lichtquadrat, eine acht mal acht Meter große Lichtskulptur des Künstlers Peter Turpin. Die 225.000 Euro teure ebenerdige Skulptur aus computergesteuerten LED-Leuchten in Granitkanälen unter Glasabdeckung wurde von der Possehl-Stiftung finanziert. Ab Juli 2009 war sie nicht mehr in Betrieb und wurde im Oktober 2010 abgetragen. 2016 wurde die Fahrbahn des Kobergs zum Schutz der umliegenden historischen Bausubstanz asphaltiert.
In der Zeit, als der Koberg Kaufberg genannt wurde, war der Koberg nicht nur Marktplatz, sondern diente gleichzeitig als Gerichtsplatz. Auf ihm wurden Rechts- und Marktstreitigkeiten verhandelt. Diese Gerichtssitzungen mussten unter freien Himmel und öffentlich stattfinden. Um den Witterungen nicht ungeschützt ausgesetzt zu sein, errichtete man 1636 auf der Platzmitte eine sogenannte Gerichtslauben (Burrecht). Im Zuge der Umgestaltung des Kobergs in den 1990er Jahren hat man hier eine solche, als zeitgenössische Interpretation des historischen Vorbildes, nachgebaut.